# Chrysodium palustre
Chrysodium palustre là một loài dương xỉ trong họ Pteridaceae. Loài này được Luerss. mô tả khoa học đầu tiên năm 1871.
Danh pháp khoa học của loài này chưa được làm sáng tỏ. 